# Stortjärnen (Ströms socken, Jämtland, 715886-146282)
Stortjärnen är en sjö i Strömsunds kommun i Jämtland och ingår i Ångermanälvens huvudavrinningsområde. Sjön har en area på 0,187 kvadratkilometer och ligger 497,9 meter över havet.

## Delavrinningsområde
Stortjärnen ingår i det delavrinningsområde (715739-146219) som SMHI kallar för Utloppet av Stortjärnen. Medelhöjden är 555 meter över havet och ytan är 5,82 kvadratkilometer. Det finns inga avrinningsområden uppströms utan avrinningsområdet är högsta punkten. Vattendraget som avvattnar avrinningsområdet har biflödesordning 4, vilket innebär att vattnet flödar genom totalt 4 vattendrag innan det når havet efter 273 kilometer. Avrinningsområdet består mestadels av skog (95 procent). Avrinningsområdet har 0,32 kvadratkilometer vattenytor vilket ger det en sjöprocent på 5,5 procent.